# Reba McEntire

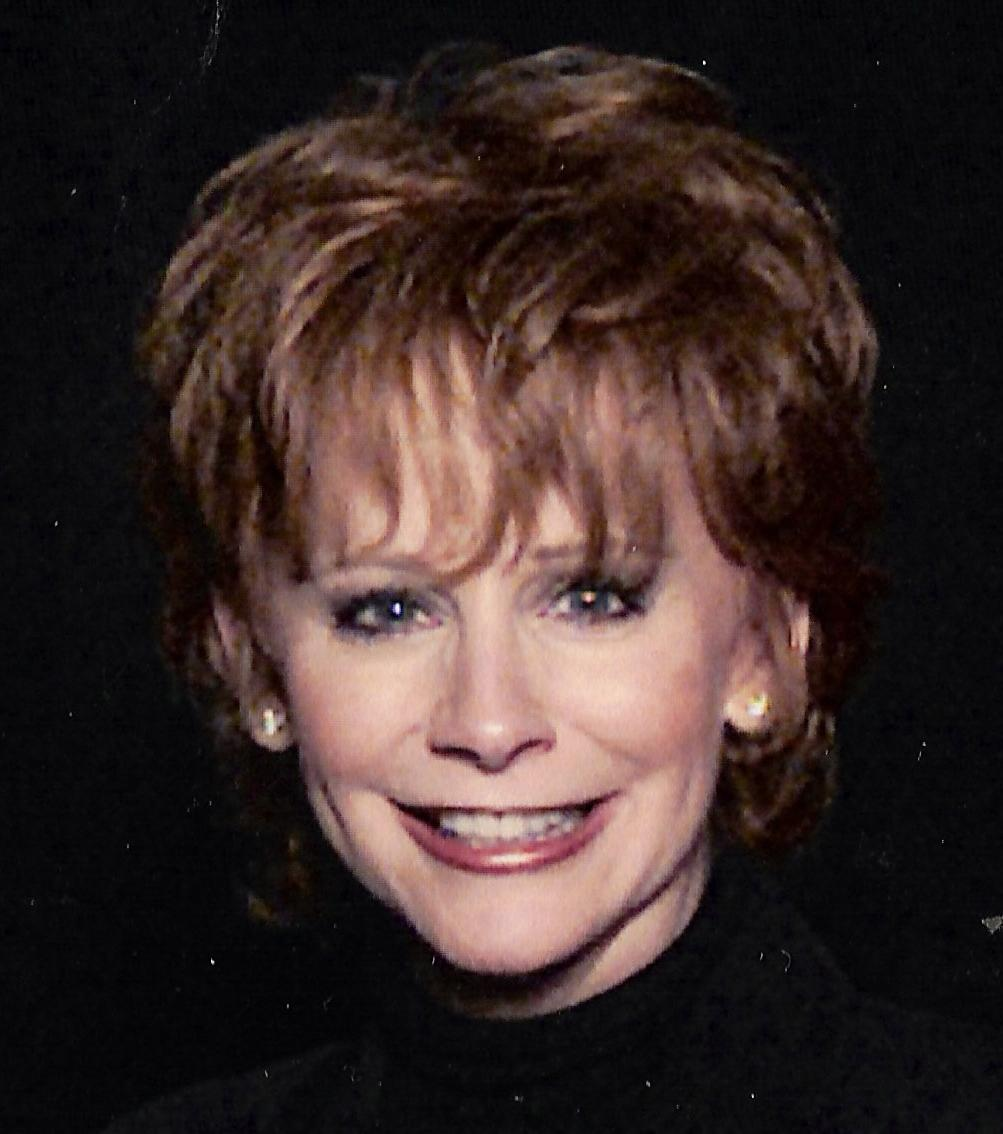
Reba McEntire 2005

Reba McEntire, född 28 mars 1955 i McAlester i Oklahoma, är en amerikansk sångare och skådespelare.
Reba McEntire slog igenom inom countrymusiken i slutet av 1970-talet och början av 1980-talet. Hon blev utsedd till bästa sångare fyra år i rad av Country Music Association och har sedan 1998 en stjärna på Hollywood Walk of Fame (6255 Sunset Boulevard, Ste 150).
Under 1990-talet började hon sin skådespelarkarriär i filmen Hotet från underjorden (1990) och har därefter medverkat i bland annat Snacka om rackartyg (1994) och En sen kväll på McCool's (2001). Hon hade även en egen TV-serie, Reba, som sändes från 2001 till 2007. 2012 hade hennes nya TV-serie, Malibu Country, premiär.
McEntire har sedan 2020 varit tillsammans med skådespelaren Rex Linn.

## Diskografi (urval)
Album
- 1977 – Reba McEntire
- 1979 – Out of a Dream
- 1980 – Feel the Fire
- 1981 – Heart to Heart
- 1982 – Unlimited
- 1983 – Behind the Scene
- 1984 – My Kind of Country
- 1984 – Just a Little Love
- 1985 – Have I Got a Deal for You
- 1986 – Reba Nell McEntire
- 1986 – What Am I Gonna Do About You
- 1986 – Whoever's in New England
- 1987 – Merry Christmas to You
- 1987 – The Last One to Know
- 1988 – Reba
- 1989 – Reba Live
- 1989 – Sweet Sixteen
- 1990 – Rumor Has It
- 1991 – For My Broken Heart
- 1992 – It's Your Call
- 1994 – Read My Mind
- 1995 – Starting Over
- 1996 – What If It's You
- 1998 – If You See Him
- 1999 – Secret of Giving: A Christmas Collection
- 1999 – So Good Together
- 2003 – Room to Breathe
- 2007 – Reba Duets
- 2008 – Love Revival
- 2009 – Keep on Loving You
- 2010 – All the Woman I Am
- 2015 – Love Somebody
- 2017 – Sing It Now: Songs of Faith & Hope

Singlar (nummer 1 på Billboard Hot Country Songs)
- 1982 – "Can't Even Get the Blues"
- 1983 – "You're the First Time I've Thought About Leaving"
- 1984 – "How Blue"
- 1985 – "Somebody Should Leave"
- 1986 – "Whoever's in New England"
- 1986 – "Little Rock"
- 1986 – "What Am I Gonna Do About You"
- 1987 – "One Promise Too Late"
- 1987 – "The Last One to Know"
- 1988 – "Love Will Find Its Way to You"
- 1988 – "I Know How He Feels"
- 1988 – "New Fool at an Old Game"
- 1989 – "Cathy's Clown"
- 1990 – "You Lie"
- 1991 – "For My Broken Heart"
- 1992 – "Is There Life Out There"
- 1993 – "The Heart Won't Lie" (med Vince Gill)
- 1993 – "Does He Love You" (med Linda Davis)
- 1995 – "The Heart Is a Lonely Hunter"
- 1996 – "How Was I to Know"
- 1998 – "If You See Him/If You See Her" (med Brooks & Dunn)
- 2004 – "Somebody"
- 2009 – "Consider Me Gone"
- 2010 – "Turn On the Radio"
- 2024 – Happy's Place (TV-serie)

## Filmografi (urval)
- 1990 – Hotet från underjorden
- 1994 – Snacka om rackartyg
- 2001 – En sen kväll på McCool's
- 2001–2007 – Reba (TV-serie)
- 2006 – Micke och Molle 2 (röst)
- 2006 – Min vän Charlotte (röst)